# Emsfors
Emsfors est une localité de Suède dans les communes d'Oskarshamn et de Mönsterås situées dans le comté de Kalmar.
Sa population était de 323 habitants en 2019.